# ساموکاوا
ساموکاوا (به لاتین: Samukawa) یک منطقهٔ مسکونی در ژاپن است که در Kōza District واقع شده‌است. ساموکاوا ۱۳٫۴۲ کیلومترمربع مساحت و ۴۷٬۴۴۵ نفر جمعیت دارد.